# دانيال آسيا
دانيال آسيا (بالإنجليزية: Daniel Asia)‏ هو ملحن أمريكي، ولد في 27 يونيو 1953 في سياتل في الولايات المتحدة.

## وصلات خارجية
- دانيال آسيا على موقع ميوزك برينز (الإنجليزية)